# Souligny
Cet article possède un paronyme, voir Soligny.
Souligny est une commune française, située dans le département de l'Aube en région Grand Est.

## Géographie
|            | Laines-aux-Bois |               |
| Vauchassis | Souligny        | Saint-Pouange |
|            | Bouilly         |               |

Le cadastre de 1829 cite au territoire : les Brosses, la Chapelotte, le Châtelot, le Chemin-des-Romains, la fontaine du Val-de-Gloire, Méry, la Molé, le Moulin-à-Vent, Richebourg qui est à cheval sur Saint-Pouange, les Usages et Verdenay.
Souligny est alimentée en eau potable par la source de Montaigu.

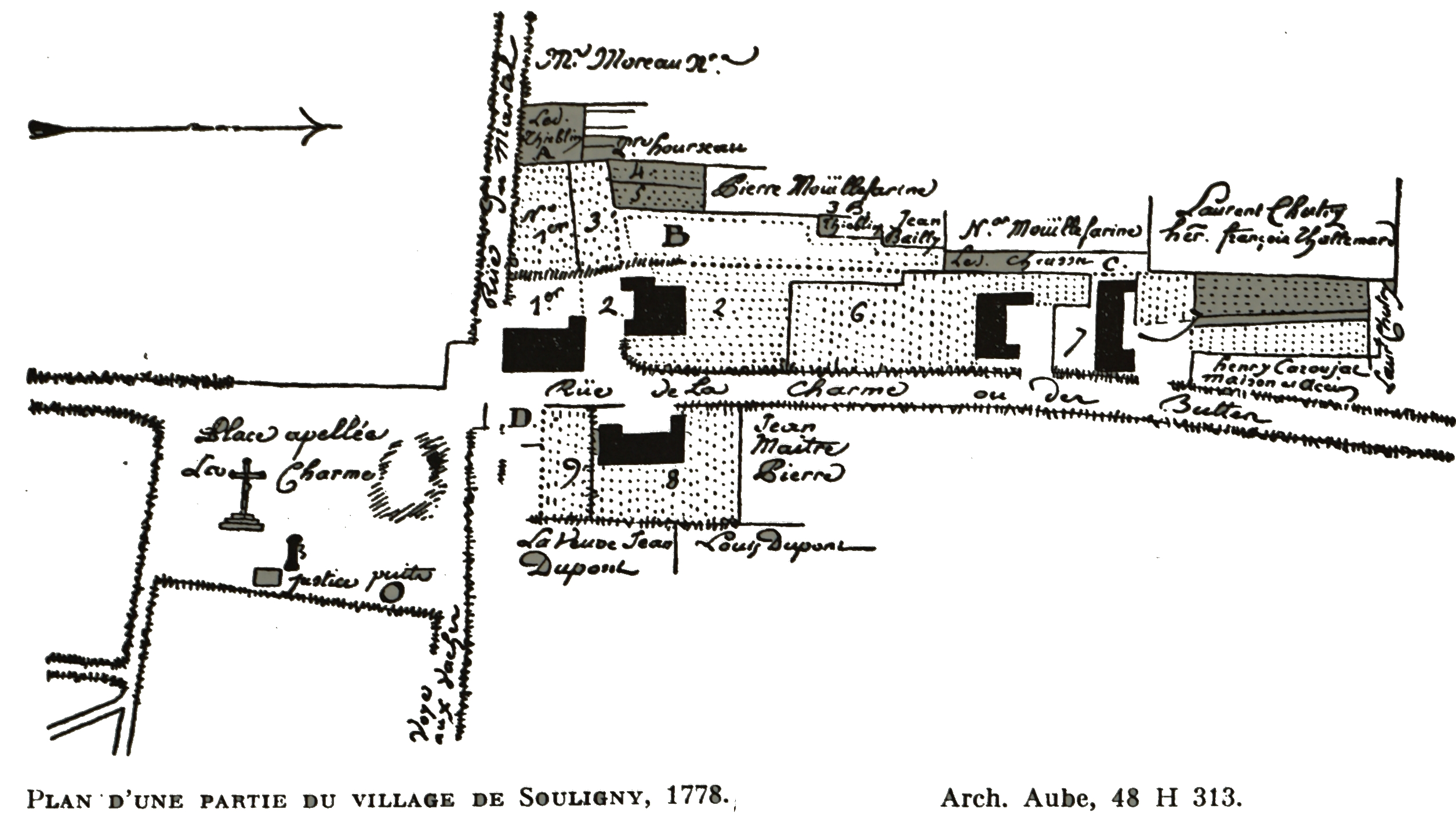
Le village en 1778.

### Hydrographie
La commune est dans la région hydrographique « la Seine de sa source au confluent de l'Oise (exclu) » au sein du bassin Seine-Normandie. Elle est drainée par le ruisseau de Sommard,.

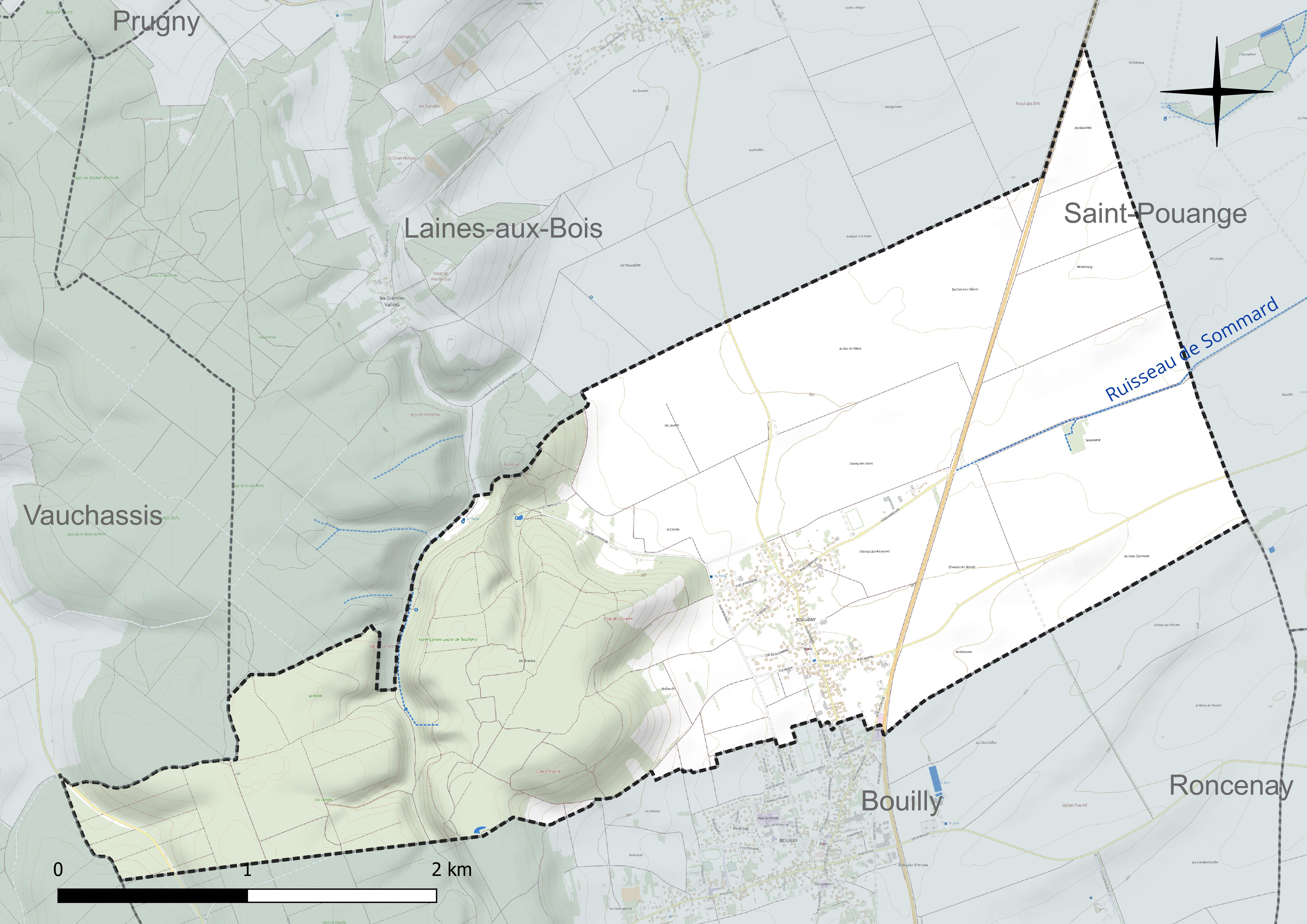
Réseau hydrographique de Souligny.

### Climat
Pour des articles plus généraux, voir Climat du Grand Est et Climat de l'Aube.
En 2010, le climat de la commune est de type climat océanique dégradé des plaines du Centre et du Nord, selon une étude du Centre national de la recherche scientifique s'appuyant sur une série de données couvrant la période 1971-2000. En 2020, Météo-France publie une typologie des climats de la France métropolitaine dans laquelle la commune est exposée à un climat océanique altéré et est dans la région climatique  Lorraine, plateau de Langres, Morvan, caractérisée par un hiver rude (1,5 °C), des vents modérés et des brouillards fréquents en automne et hiver. 
Pour la période 1971-2000, la température annuelle moyenne est de 10,6 °C, avec une amplitude thermique annuelle de 15,7 °C. Le cumul annuel moyen de précipitations est de 744 mm, avec 12 jours de précipitations en janvier et 7,9 jours en juillet. Pour la période 1991-2020, la température moyenne annuelle observée sur la station météorologique de Météo-France la plus proche, « Saint-Pouange », sur la commune de Saint-Pouange à 4 km à vol d'oiseau, est de 11,5 °C et le cumul annuel moyen de précipitations est de 707,5 mm. 
La température maximale relevée sur cette station est de 42,2 °C, atteinte le 24 juillet 2019 ; la température minimale est de −21 °C, atteinte le 9 janvier 1985,,. 
Les paramètres climatiques de la commune ont été estimés pour le milieu du siècle (2041-2070) selon différents scénarios d'émission de gaz à effet de serre à partir des nouvelles projections climatiques de référence DRIAS-2020. Ils sont consultables sur un site dédié publié par Météo-France en novembre 2022.

## Urbanisme

### Typologie
Au 1er janvier 2024, Souligny est catégorisée commune rurale à habitat dispersé, selon la nouvelle grille communale de densité à 7 niveaux définie par l'Insee en 2022.
Elle est située hors unité urbaine. Par ailleurs la commune fait partie de l'aire d'attraction de Troyes, dont elle est une commune de la couronne,. Cette aire, qui regroupe 209 communes, est catégorisée dans les aires de 200 000 à moins de 700 000 habitants,.

### Occupation des sols
L'occupation des sols de la commune, telle qu'elle ressort de la base de données européenne d’occupation biophysique des sols Corine Land Cover (CLC), est marquée par l'importance des territoires agricoles (63,6 % en 2018), en diminution par rapport à 1990 (64,5 %). La répartition détaillée en 2018 est la suivante : 
terres arables (63,6 %), forêts (32,1 %), zones urbanisées (4,2 %). L'évolution de l’occupation des sols de la commune et de ses infrastructures peut être observée sur les différentes représentations cartographiques du territoire : la carte de Cassini (XVIIIe siècle), la carte d'état-major (1820-1866) et les cartes ou photos aériennes de l'IGN pour la période actuelle (1950 à aujourd'hui).

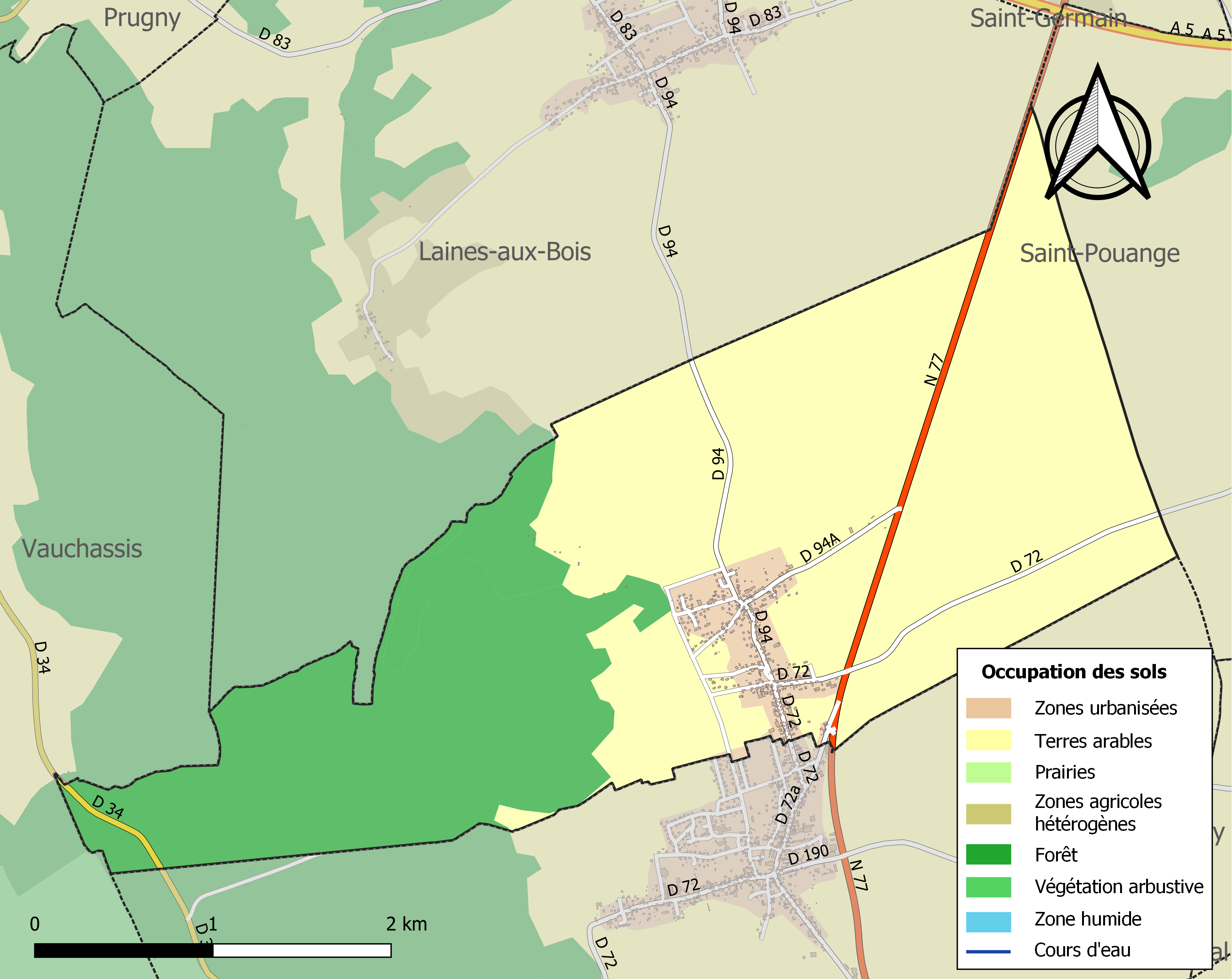
Carte des infrastructures et de l'occupation des sols de la commune en 2018 (CLC).

## Toponymie
La première occurrence de Souligny est Subligniacum en 1214 dans la charte de l'abbaye de Notre-Dame-aux-Nonnains.

## Histoire
La première mention du village est faite par le pape Alexandre III dans une bulle de 1165, il citait les possessions de l'abbaye de Montier-la-Celle. Le seigneur principal était le comte de Champagne et lorsque le comté passait aux rois de France, ceux-ci créaient une mairie royale.
Un château se trouvait en haut de la colline de Montaigu, il a été détruit après le traité de Troyes. En 1683 la maison seigneuriale avait tout de même des fossés, un pont levis des jardins, un vergers. Anne de Mesgrigny était la dernière dame de Souligny, son époux François-Louis des Réaulx, marquis de Colloix était suppléant aux États généraux de 1789.
En 1789 Souligny était dépendant de l'intendance et de la généralité de Châlons, de l'élection et du bailliage de Troyes. Le village avait la spécificité de ne pas avoir d'église et dépendait pour a chose de Bouilly.

## Politique et administration
Les habitants de Souligny sont les Subligniens et les Subligniennes.
| Période                                  | Période  | Identité                                              | Étiquette    | Qualité                        |
| ---------------------------------------- | -------- | ----------------------------------------------------- | ------------ | ------------------------------ |
| mars 1983                                | 2014     | M. Maurice Mary                                       | RPR puis UMP | Conseiller général (1998-2004) |
| mars 2014                                | En cours | Mme Michelle Malarmey Réélue pour le mandat 2020-2026 | DVD          | Retraitée Fonction publique    |
| Les données manquantes sont à compléter. |          |                                                       |              |                                |

## Démographie
L'évolution du nombre d'habitants est connue à travers les recensements de la population effectués dans la commune depuis 1793. Pour les communes de moins de 10 000 habitants, une enquête de recensement portant sur toute la population est réalisée tous les cinq ans, les populations de référence des années intermédiaires étant quant à elles estimées par interpolation ou extrapolation. Pour la commune, le premier recensement exhaustif entrant dans le cadre du nouveau dispositif a été réalisé en 2008.

En 2022, la commune comptait 377 habitants, en évolution de −8,72 % par rapport à 2016 (Aube : +0,7 %, France hors Mayotte : +2,11 %).
| 1793 | 1800 | 1806 | 1821 | 1831 | 1836 | 1841 | 1846 | 1851 |
| ---- | ---- | ---- | ---- | ---- | ---- | ---- | ---- | ---- |
| 310  | 412  | 411  | 390  | 399  | 407  | 406  | 392  | 408  |

| 1856 | 1861 | 1866 | 1872 | 1876 | 1881 | 1886 | 1891 | 1896 |
| ---- | ---- | ---- | ---- | ---- | ---- | ---- | ---- | ---- |
| 383  | 364  | 348  | 311  | 286  | 247  | 272  | 275  | 248  |

| 1901 | 1906 | 1911 | 1921 | 1926 | 1931 | 1936 | 1946 | 1954 |
| ---- | ---- | ---- | ---- | ---- | ---- | ---- | ---- | ---- |
| 238  | 238  | 221  | 189  | 178  | 186  | 240  | 245  | 266  |

| 1962 | 1968 | 1975 | 1982 | 1990 | 1999 | 2006 | 2008 | 2013 |
| ---- | ---- | ---- | ---- | ---- | ---- | ---- | ---- | ---- |
| 264  | 276  | 301  | 351  | 341  | 359  | 400  | 412  | 428  |

| 2018 | 2022 | - | - | - | - | - | - | - |
| ---- | ---- | - | - | - | - | - | - | - |
| 387  | 377  | - | - | - | - | - | - | - |